# Leptocoma zeylonica
Leptocoma zeylonica là một loài chim trong họ Nectariniidae.